# Sarbacană

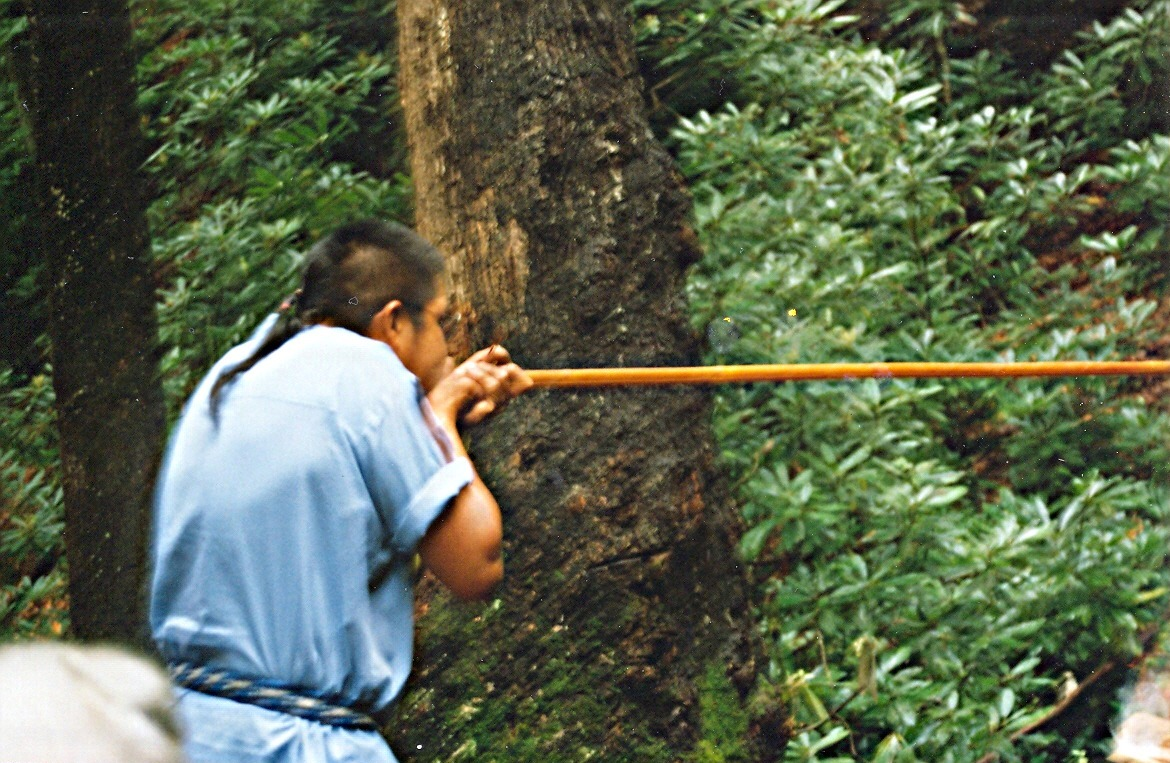
Indian Cherokee cu sarbacana

Sarbacana (în limba arabă zarabatan) este o armă care constă dintr-un tub original din lemn, din metal sau plastic, prin care se suflă diferite proiectile de dimensiuni mici. Sarbacana este o armă și nu o jucărie, putând provoca răni grave sau chiar moartea dacă vârful proiectilului a fost otrăvit. În anumite țări (americane) există restricții în ceea ce privește vânzarea acestor obiecte.